# Adolf Nikolaus von Buccow
Adolf Nikolaus von Buccow (n. 7 ianuarie 1712, Höxter, Renania de Nord-Westfalia, Germania – d. 18 mai 1764, Sibiu, Monarhia Habsburgică) a fost un general austriac de cavalerie, originar dintr-o familie nord-germană. A îndeplinit funcția de guvernator al Marelui Principat al Transilvaniei.

## Familia
Bunicul său, Lucas von Bucco, a fost fiul nelegitim al principelui Georg Wilhelm din Casa de Hanovra. Lucas von Bucco a rezultat din relația lui Georg Wilhelm cu o grecoaică, Zenobia Bucconlini, din Veneția. 
Tatăl său, care a primit de asemenea numele Georg Wilhelm, a fost văr primar cu regele George al II-lea al Marii Britanii. Georg Wilhelm von Bucco a murit la 6 iulie 1740 și a fost înmormântat în Biserica Sfântul Nicolae din Höxter⁠(de)[traduceți].

## Cariera
Adolf Nikolaus s-a făcut remarcat în războiul austriac de succesiune (vezi Pragmatica Sancțiune). La izbucnirea Războiului de Șapte Ani avea gradul de feldmareșal-locotenent. Pe 3 noiembrie 1760, după rănirea feldmareșalului Leopold Josef von Daun, a preluat comanda armatelor imperiale în bătălia de la Torgau, împotriva armatelor prusace ale regelui Frederic al II-lea. La rândul său rănit, a predat comanda către generalul imperial Karl O'Donell. După convalescență a fost numit comandant militar și guvernator al Transilvaniei, funcție pe care a îndeplinit-o timp de trei ani, până la moartea sa.
În calitate de comandant militar al Transilvaniei a pus în aplicare măsurile de impunere a autorității dispuse de Curtea de la Viena, măsuri îndreptate cu precădere împotriva secuilor și românilor ortodocși din Transilvania, motiv pentru care a rămas în memoria celor două grupuri etnice ca personaj negativ. A condus acțiuni de represalii împotriva secuilor (vezi: Masacrul de la Siculeni) și de persecuții asupra românilor ortodocși din sudul Transilvaniei, dispunând închiderea și distrugerea mănăstirilor ortodoxe, cu excepția notabilă a mânăstirii Brâncovenești din Sâmbăta de Sus, distrusă abia în 1785. Acțiunile sale au avut drept urmare valurile de emigrări în afara arcului carpatic, din a doua jumătate a sec. al XVIII-lea.
După moartea sa, împărăteasa Maria Terezia l-a numit în funcția de guvernator al Principatului Transilvania pe feldmareșalul conte imperial Andrei Hadik.